# (7903) Albinoni
(7903) Albinoni ist ein Asteroid des äußeren Hauptgürtels, der am 20. April 1996 vom belgischen Astronomen Eric Walter Elst am La-Silla-Observatorium (IAU-Code 809) der Europäischen Südsternwarte entdeckt wurde.
Der Himmelskörper wurde nach dem italienischen Violinisten und Komponisten des Barock Tomaso Albinoni (1671–1751) benannt, der eine Vielzahl von Opern, Kantaten und Instrumentalwerken komponierte.